# Faraway Nunataks
Die Faraway Nunataks (englisch für polnisch Dalekie Nunataki ‚Abgelegene Nunatakker‘) sind zwei kleine Nunatakker am östlichen Ende von King George Island im Archipel der Südlichen Shetlandinseln. Am Ufer der Destruction Bay ragen sie am nördlichen Ende des Moby-Dick-Eisfalls auf.
Polnische Wissenschaftler benannten sie 1984 so, um ihre Entfernung zur Arctowski-Station zu beschreiben.